# Elza Gomes
Luísa dos Santos Gomes, mais conhecida como Elza Gomes (Lisboa, 19 de outubro de 1910 — Rio de Janeiro, 17 de maio de 1984), foi uma atriz brasileira nascida em Portugal.
Na televisão, participou de várias telenovelas, entre as quais O Primeiro Amor, Pecado capital, O Casarão, Saramandaia, Chega Mais e Final Feliz, sua última telenovela e seu último trabalho como atriz, na qual fez sucesso interpretando a personagem "Dona Sinhá". Elza fez quinze filmes e mais de doze telenovelas.
No cinema, destacou-se interpretando a primeira tia em Toda Nudez Será Castigada, sendo eleita 'Melhor Atriz Coadjuvante' pelo troféu Coruja de Ouro. Além disso, também foi premiada duas vezes pelo Festival de Brasília na categoria de 'Melhor Atriz' em 1975 ao encarnar na pele de da avó cega em Guerra Conjugal, além de seu papel no elenco de Nem os Bruxos Escapam.

## Biografia
Seus pais, João e Silvana dos Santos Gomes, eram atores de uma modesta companhia de comédias em Portugal. A familiaridade com o meio artístico levou ao início de sua carreira ainda na infância.
Entre as cerca de 400 peças de cuja montagem participou, destacam-se: A dama do camarote, Senhora na boca de lixo, My Fair Lady, Deus lhe pague, A Dama das Camélias e Guerra mais ou menos santa.
O pai de Elza morreu quando esta tinha oito anos, e sua mãe decidiu se mudar para o Brasil, mandando buscar as filhas três anos depois. Estabeleceram-se primeiramente na Cidade da Paraíba (atual João Pessoa), onde Silvana Gomes retomou sua carreira. Em 1923, a família se mudou para o Rio de Janeiro, pois a mãe fora contratada por uma companhia de teatro de revista que se apresentava no Teatro Carlos Gomes. Neste mesmo ano, deu-se a estreia profissional de Elza, como Juquinha na peça A Capital Federal, de Artur Azevedo.

### Carreira na televisão
Iniciou sua trajetória em 1969 na telenovela O Retrato de Laura na Rede Tupi, mesmo ano em que também atuou como Eduarda na obra Enquanto Houver Estrelas. Iniciou a década de 1970, foi para Rede Globo atuar na pele de Dona Zu em Assim na Terra como no Céu e viver Tia Zezé em Minha Doce Namorada. Em 1972, interpretou Júlia em O Primeiro Amor e, no ano seguinte, deu vida a Ismália em Os Ossos do Barão.
Em 1975, viveu Dona Eulália no primeiro capítulo de Escalada; Dalva (Madame Zaide) em Cuca Legal e Bá em Pecado Capital. No ano seguinte, atuou na pele de Dona Pupu (Eponina Camargo) em Saramandaia e como a enfermeira Irmã Lurdes em O Casarão. Em 1977, deu vida a Dona Rosa em Duas Vidas e foi Madame Naná em Nina. Encerrou o decênio interpretando Henriqueta em Sinal de Alerta e Mãe Tiana em Pai Herói.
Na década de 1980, viveu Tia Lili em Chega Mais e atuou como a Dona Nina (moradora do prédio) em Plumas e Paetês. Em 1981, atuou na pele de Vó Bela em Ciranda de Pedra e Dona Menininha em Terras do Sem-Fim. Seu último trabalho na televisão foi interpretando Dona Sinhá em Final Feliz.

### Carreira no cinema
Estreou nas telonas em 1970 no filme Memórias de um Gigolô. No ano seguinte, deu vida a Betina em O Enterro da Cafetina e integrou o elenco de Quando as Mulheres Paqueram. Em 1973, viveu a primeira tia em Toda Nudez Será Castigada, sendo eleita 'Melhor Atriz Coadjuvante' no prêmio Coruja de Ouro. Além disso, naquele mesmo ano, também interpretou a personagem Cafetina em A Filha de Madame Betina.
Em 1975, foi premiada duas vezes no cinema: interpretando a avó cega em Guerra Conjugal, assim como, integrou o elenco de Nem os Bruxos Escapam, sendo eleita 'Melhor Atriz' em ambas atuações pelo Festival de Brasília. Além disso, também encarnou na esposa de Leopoldo em Motel e atuou como a Dona Genoveva em Os Condenados. No ano seguinte, deu vida a Gertrudes em Ninguém Segura Essas Mulheres. Em 1977, fez participação especial como Quita em Barra Pesada. Seu último trabalho nas telonas foi em 1981 no longa A Missa do Galo.

## Vida pessoal
Ao longo de sua vida, Elza desenvolveu problemas cardíacos os quais levaram à instalação de um marcapasso, em 1976. Em 1983, após outra intervenção cirúrgica, constatou-se que estava padecendo de um câncer pancreático, um dos tipos mais agressivos da doença e cujos sintomas se apresentam tardiamente. Em 9 de maio de 1984, Elza foi internada no Hospital São Lucas, situado no bairro carioca de Copacabana, onde passou seus últimos dias. Já em estado grave, recebeu a extrema-unção e na mesma cerimônia religiosa casou-se com o ator André Villon, seu companheiro de 46 anos  e a quem conheceu na Companhia de Procópio Ferreira, quando estava viúva e com uma filha de quatro anos.
Ela veio a falecer na semana seguinte, às 12h50min de quinta-feira, 17 de maio. Seu corpo foi velado no Teatro Glauce Rocha e sepultado no dia seguinte, no Cemitério de Santa Cruz, no Rio de Janeiro.

## Filmografia

### Televisão
| Ano  | Título                      | Personagem             | Notas                            |
| ---- | --------------------------- | ---------------------- | -------------------------------- |
| 1957 | Teatro de Variedades        | —                      |                                  |
| 1959 | Grande Teatro Orniex        | —                      | Episódio: "Conflito"             |
| 1960 | Studio A                    | —                      |                                  |
| 1966 | A Noiva do Passado          | —                      |                                  |
| 1969 | O Retrato de Laura          | —                      | [ 3 ]                            |
| 1969 | Enquanto Houver Estrelas    | Eduarda                | [ 4 ]                            |
| 1970 | Assim na Terra como no Céu  | Dona Zu                | [ 5 ]                            |
| 1971 | Minha Doce Namorada         | Tia Zezé               | [ 6 ]                            |
| 1972 | O Primeiro Amor             | Júlia                  | [ 7 ]                            |
| 1972 | Jerônimo, o Herói do Sertão | Dona Efigênia          | [ 37 ]                           |
| 1972 | Caso Especial               | —                      | Episódio: "Feliz Aniversário"    |
| 1973 | Os Ossos do Barão           | Ismália                | [ 8 ]                            |
| 1973 | Caso Especial               | Mãe de Beto            | Episódio: "História de Subúrbio" |
| 1975 | Escalada                    | Dona Eulália           | [ 9 ]                            |
| 1975 | Cuca Legal                  | Dalva (Madame Zaide)   | [ 10 ]                           |
| 1975 | Pecado Capital              | Bá                     | [ 11 ]                           |
| 1976 | Saramandaia                 | Pupu (Eponina Camargo) | [ 12 ]                           |
| 1976 | O Casarão                   | Irmã Lurdes            | [ 13 ]                           |
| 1977 | Duas Vidas                  | Rosa                   | [ 14 ]                           |
| 1977 | Nina                        | Madame Naná            | [ 15 ]                           |
| 1978 | Sinal de Alerta             | Henriqueta             | [ 16 ]                           |
| 1979 | Pai Herói                   | Mãe Tiana              | [ 17 ]                           |
| 1979 | Malu Mulher                 | Alice                  | [ 38 ]                           |
| 1980 | Chega Mais                  | Tia Lili               | [ 18 ]                           |
| 1980 | Plumas e Paetês             | Dona Nina              | [ 19 ]                           |
| 1981 | Ciranda de Pedra            | Vó Bela                | [ 20 ]                           |
| 1981 | Terras do Sem-Fim           | Dona Menininha         | [ 21 ]                           |
| 1982 | Final Feliz                 | Dona Sinhá             | [ 22 ]                           |

### Cinema
| Ano  | Título                        | Personagem         | Ref    |
| ---- | ----------------------------- | ------------------ | ------ |
| 1923 | Carnaval Cantado              | —                  | [ 1 ]  |
| 1970 | Memórias de um Gigolô         | —                  | [ 23 ] |
| 1971 | O Enterro da Cafetina         | Betina             | [ 24 ] |
| 1971 | Quando as Mulheres Paqueram   | Quita              | [ 25 ] |
| 1973 | A Filha de Madame Betina      | Cafetina           | [ 26 ] |
| 1973 | Toda Nudez Será Castigada     | Tia Helga          | [ 27 ] |
| 1975 | Guerra Conjugal               | Dona Gabriela      | [ 28 ] |
| 1975 | Os Condenados                 | Genoveva           | [ 29 ] |
| 1975 | Nem os Bruxos Escapam         | Marta              | [ 30 ] |
| 1975 | Motel                         | Esposa de Leopoldo | [ 31 ] |
| 1976 | Ninguém Segura Essas Mulheres | Gertrudes          | [ 32 ] |
| 1977 | Barra Pesada                  | Quita              | [ 33 ] |
| 1982 | A Missa do Galo               | Dona Inácia        | [ 34 ] |

## Carreira no teatro[39]
- A Capital Federal (1923)
- Feiosa (1926)
- Foi Ela que Me Beijou (1926)
- Nossas Mulheres (1926)
- Sorte Grande (1926)
- Miragem (1926)
- Elas... (1926)
- Missangas (1927)
- Espumas (1927)
- Dondoca do Catete (1927)
- Que Culpa Tenho de Ser Bonita? (1929)
- Guerra ao Mosquito (1929)
- Pobre Lucas (1929)
- O Carnaval Português (1929)
- Onde Está o Gato? (1929)
- Minha Mulher em Duplicata (1930)
- Nossa Vida É Uma Fita (1930)
- O Interventor (1931)
- O Bobo do Rei (1931)
- O Bombonzinho (1931)
- O Vendedor de Ilusões (1931)
- O Sol e a Lua (1931)
- Feitiço... (1932)
- Segredo (1932)
- Meu Soldadinho (1932)
- Deus lhe Pague (1932)
- Sansão (1933)
- Um Homem (1933)
- Compra-se um Marido (1934)
- Marabá (1934)
- Quick (1934)
- Mascote (1935)
- Feia (1940)
- Pertinho do Céu (1940)
- O Anjo (1956)
- O Mundo É Tão Pequeno, Pense Alto (1958)
- Minha Querida Lady (1962)
- A Guerra Mais ou Menos Santa (1964)
- Toda Nudez Será Castigada (1965)
- Um Pouco de Loucura Não Faz Mal a Ninguém (1966)
- Senhora na Boca do Lixo (1966)
- Quatro num Quarto (1967)
- A Dama do Camarote (1970)
- Tango (1972)
- Festa de Aniversário (1973)
- Mais Quero Asno que me Carregue que Cavalo que me Derrube (1974)
- Lola Moreno (1979)
- Dom Quixote de la Pança (1980)
- Vênus Desbundê (1982)